# Brabants-Limburgse overgangsdialecten
Noord-Limburgs is binnen sommige dialectologische indelingen de verzamelnaam voor een groep overgangsdialecten die hoofdzakelijk in het noorden van Nederlands Limburg en het Land van Cuijk worden gesproken, en die ook wel Brabants-Limburgse overgangsdialecten worden genoemd. Een deel van deze dialecten wordt taalkundig tevens gerekend tot het Kleverlands. De term Noord-Limburgs is vooral bekend via Jo Daan, die de term eind jaren 1960 gebruikte bij het opdelen van de Nederlandse dialecten.
De term "Brabants-Limburgse overgangsdialecten" wordt daarnaast gebruikt voor de overgangsdialecten van het Limburgs naar het Brabants in Belgisch Limburg.

## Precieze afbakening
In de Atlas van Nederland van 1968 bracht Daan, bij het in 28 hoofdgroepen opdelen van de Nederlandse dialecten, het Noord-Limburgs en Noord-Brabants onder in één enkele groep met nr. 14.
Cor Hoppenbrouwers (2001) benoemt ze als gewone overgangsdialecten. Charlotte Giesbers (2008) rekent de dialecten van Noord-Limburg tot het Kleverlands, waar ook het in Noord-Brabant gesproken Land-van-Cuijks onder valt. Jan Goossens neemt de isoglossen ijs/ies en houden/halten als grens tussen het Kleverlands en het Brabants. Het Land-van-Cuijks valt ook volgens deze definitie nog onder het Kleverlandse taalgebied. Waar men precies de grens moet trekken tussen het Noord-Limburgs en het Brabants, is dus afhankelijk van de auteur.

## Plaatselijke kenmerken
Het taallandschap rond Venray en Venlo is erg complex. Hoewel op sommige plaatsen de isoglossen redelijk gelijk lopen, waaieren ze op andere punten weer uit elkaar. Het Venrays is daardoor bijvoorbeeld een duidelijk Brabants getint dialect, terwijl het Tegels weer een onversneden Limburgs dialect is.
Vanaf Venray naar het noorden toe zijn de verschillen niet zo groot meer. Het Venrayse stadsdialect is dan ook min of meer representatief voor alle Noord-Limburgse dialecten.
Kenmerken van de meeste varianten van de Noord-Limburgse dialecten die ook worden aangetroffen in de meeste varianten van het Brabants zijn:
1. Verbuigingen als mèrège (morgen), nij (nieuw) en het weglaten van de eind-d's en -t's (da en nie in plaats van "dat" en "niet");
2. Bij het gebruik van een persoonlijk voornaamwoord in de tweede persoon enkelvoud wordt vaak gekozen voor "gij"/"ge" (de Standaardnederlandse j is hier eigenlijk een allofoon van de g in ge). Dit "gij"/"ge" wordt op dezelfde wijze gebruikt als in het Brabants. In vragende zinnen wordt bijvoorbeeld in plaats van het Standaardnederlandse "wil je" vaak gekozen voor wil-de waarbij de uitgang -de voortkomt uit een enclise met assimilatie van "wilt ge" . Spreekt men een oudere of onbekende aan, dan versterkt men met "gij", waardoor er een tautologische uitdrukking ontstaat: kun-de gij, wil-de gij.
3. De vorming van verkleinwoorden door middel van het suffix -(s)ke.

Wat het Noord-Limburgs met de zuidelijkere Limburgse dialecten deelt is het veelvuldig voorkomen van umlautsvormen, niet alleen in verkleinwoorden en de vervoeging van sterke werkwoorden maar ook in de vorming van meervouden. Dit komt tevens voor in het Oost-Brabants. Een ander kenmerk dat sommige dialecten in Nederlands Limburg ten noorden van de Uerdinger linie gemeen hebben met de meer zuidelijke Limburgse dialecten is tweetonigheid. Deze dialecten hebben inderdaad sleep- en stoottonen, maar deze hebben geen betekenisonderscheidende functie, iets wat in veel zuidelijke Limburgse dialecten wel het geval is. In de omgeving van Venray en Gennep zijn deze tonen verdwenen.
|                          | ich/ik | mich/mij | doe/gij  | tweetonigheid | equiv. Ndl. huis | umlaut | Dialectgroep       |
| ------------------------ | ------ | -------- | -------- | ------------- | ---------------- | ------ | ------------------ |
| Tegels                   | ich    | mich     | dów/dich | Ja            | hoes             | Ja     | Oost-Limburgs      |
| Venloos                  | ik     | mich     | dich     | Ja            | hoes             | Ja     | Mich-Kwartier      |
| Sevenums                 | ik     | mich     | dów/dich | Ja            | hoes             | Ja     | Mich-Kwartier      |
| Horsters                 | ik     | meej     | geej     | Ja            | hoes             | Ja     | Kleverlands        |
| Americaans               | ik     | meej     | geej     | Nee           | hoes             | Ja     | Kleverlands        |
| Venrays; Land-van-Cuijks | ik     | Meej     | geej     | Nee           | huus             | Ja     | Kleverlands        |
| Genneps                  | ik     | mi'j     | gi'j     | Nee           | huus             | Ja     | Kleverlands        |
| Nijmeegs                 | ik     | mien     | gij~jij  | Nee           | huus             | Ja     | Nijmeegs           |
| Oost-Brabants            | ik     | mij      | gij      | Nee           | huis             | Ja     | Oost-Brabants      |
| West-Brabants            | ik     | mij(n)   | gij      | Nee           | uis              | Nee    | Noordwest-Brabants |

## Alternatieve definitie: Venlo en omgeving
Er bestaat ook nog een beperkte, meer lokale invulling van het begrip "Noord-Limburgs", namelijk als aanduiding voor de dialecten van Venlo en omgeving. Dit beperkte gebied werd in 1907 door Jos. Schrijnen het mich-kwartier gedoopt. Schrijnen rapporteerde in 1907 dat men in Meijel, Sevenum, Horst en Lottum mij zei, en in Beringe, Grashoek, Panningen, Helden, Maasbree, Grubbenvorst en Arcen mich. Naar het westen valt deze lijn samen met de Uerdinger linie . Hier is het dialect duidelijk meer Limburgs dan Kleverlands of Brabants. Het Venloos is zonder meer Limburgs, en ook de dialecten van Velden en Arcen, beide plaatsen noordelijk van Venlo rechts van de Maas gelegen, zal men eerder Limburgs dan Brabants noemen. Onderzoek heeft uitgewezen dat de lijn in de loop van de 20e eeuw wat naar het noorden is opgeschoven, waardoor het Limburgse mich in sommige lokale dialecten het Brabantse meej heeft verdrongen. Sevenum valt hierdoor tegenwoordig ook in het mich-kwartier. Het Horster dialect valt onder het Limburgse dialect waarbij men in Horst toch gebruikmaakt van ik, meej, geej, ow.

## Nieuw onderzoek
Onderzoek aan de Radboud Universiteit Nijmegen heeft in 2016 vraagtekens gezet bij de bestaande grenzen tussen Kleverlands en Limburgs. Uit het onderzoek blijkt dat de Uerdinger Linie niet de werkelijke grens tussen Limburgse en niet-Limburgse dialecten weergeeft. Op basis van de meeste wezenlijke woorden zoals jij (Kl.: gij, Li.: doe/dich) en verschillende klinkerverschillen (Kl.: uu, Li.: oe én Kl.: oe, Li.: oo) wordt geconcludeerd dat de werkelijke grens zich ten noorden van Venlo en zelfs ten noorden van Horst bevindt. Alleen de dialecten vanaf Venray en noordelijker moeten feitelijk bestempeld worden als Kleverlands. Deze dialecten verschillen niet sterk van de taalkundig Limburgse dialecten.

## Trivia
De bekende popgroep Rowwen Hèze uit het Peeldorp America, zingt voornamelijk teksten geschreven door Jack Poels, die schrijft in het Americaans. Dit Horsterse dialect ligt aan de westzijde van de betoningslijn, maar is Limburgs in taalkundige zin. Tren van Enckevort echter, die voor een groot deel ook de muziek schrijft, zingt op vele nummers mee als tweede stem. Zijn eigen uitspraak is niet Americaans, maar Sevenums, een variant die weer wel dit Limburgse kenmerk bezit.